# Jacques Gruet

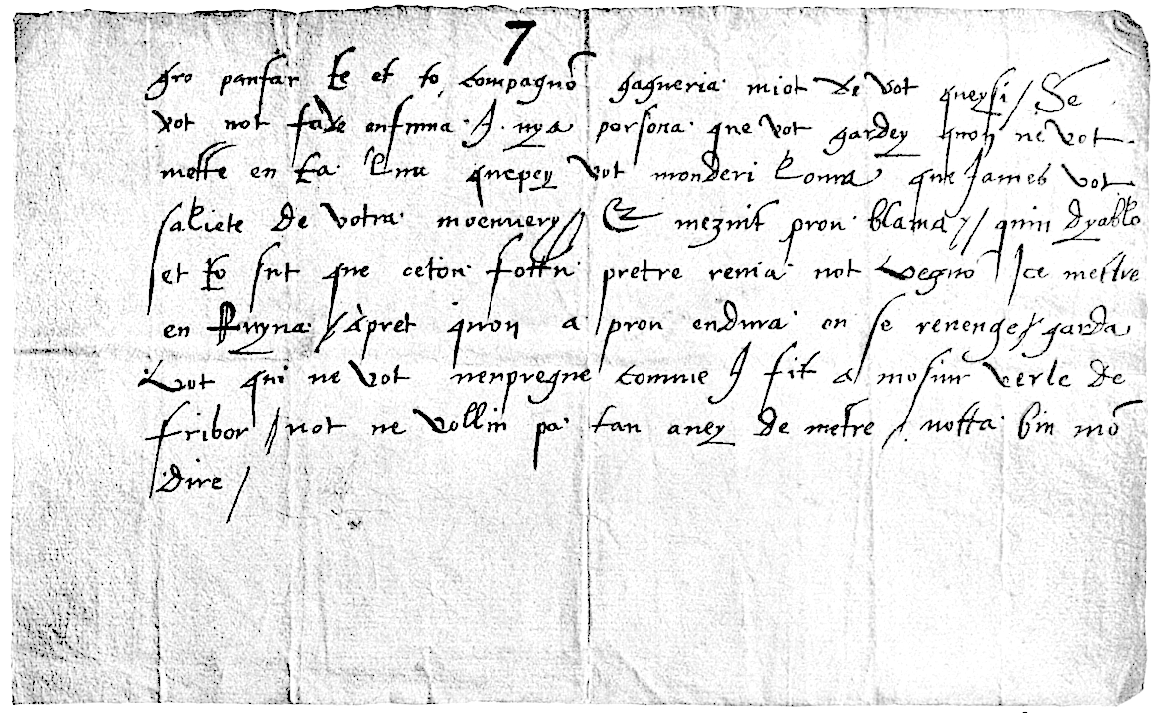
Cartel del 27 de junio de 1547.

Jacques Gruet (muerto el 26 de julio de 1547) fue un ateo ejecutado en Ginebra durante el siglo XVI.
Gruet fue un personaje cuyo comportamiento fue considerado inaceptable para los estándares religiosos de la época. Escribía notas blasfemas y desafiaba convenciones sociales, pidiendo más libertad personal y proclamando que las leyes, tanto las divinas como las humanas no eran más que leyes escritas por los hombres para perseguir su propio placer.
Gruet dejó escrita un cartel amenazando a Calvino que fue investigado por las autoridades. Una inspección en su casa sacó a la luz varias notas que había escrito criticando abiertamente la ley y proponiendo que solo debería tenerse en cuenta a aquellas personas contrarias al estado y llamando hipócrita a Calvino. También en los escritos se burlaba de las escrituras, ridiculizaba a Cristo y acusaba a la inmortalidad del alma de ser un simple cuento de hadas.
Por estas razones, se le mandó a arrestar, se le torturó por cerca de un mes y finalmente fue decapitado el 26 de julio de 1547.